# Gina Gogean
Gina Elena Gogean, née le 9 septembre 1977 à Câmpuri (Roumanie), est une gymnaste artistique roumaine. Elle entre à l'International Gymnastics Hall of Fame en 2013.

## Palmarès

### Jeux olympiques
- Barcelone 1992
  -  médaille d'argent au concours par équipes

- Atlanta 1996
  -  médaille d'argent au concours général individuel
  -  médaille de bronze au concours par équipes
  -  médaille de bronze au saut de cheval
  -  médaille de bronze à la poutre

### Championnats du monde
- Birmingham 1993
  -  médaille d'argent au concours général individuel
  -  médaille d'argent au sol
  -  médaille de bronze à la poutre

- Brisbane 1994
  -  médaille d'or au saut de cheval
  -  médaille de bronze au sol

- Dortmund 1994
  -  médaille d'or au concours par équipes

- Sabae 1995
  -  médaille d'or au concours par équipes
  -  médaille d'or au sol
  -  médaille de bronze au saut de cheval

- San Juan 1996
  -  médaille d'or au saut de cheval
  -  médaille d'or au sol

- Lausanne 1997
  -  médaille d'or au concours par équipes
  -  médaille d'or à la poutre
  -  médaille d'or au sol
  -  médaille de bronze au saut de cheval

### Championnats d'Europe
- Nantes 1992
  -  médaille d'or au sol
  -  médaille d'argent au concours général individuel
  -  médaille d'argent au saut de cheval

- Stockholm 1994
  -  médaille d'or au concours général individuel
  -  médaille d'or au concours par équipes
  -  médaille d'or à la poutre
  -  médaille de bronze au sol

- Birmingham 1996
  -  médaille d'or au concours par équipes
  -  médaille d'argent à la poutre
  -  médaille d'argent au saut de cheval